# Muraheleen
Os Muraheleen (em árabe: المراحلين, pode ser escrito como Murahilin ou Murahleen), também conhecido como  al-Maraheel (em árabe: المراحيل), eram milícias tribais compostas principalmente pelas tribos Rizeigat e Messiria do oeste do Sudão. Foram armados desde 1983 por sucessivos governos sudaneses para suprimir a insurgência do Exército Popular de Libertação do Sudão (ELPS) durante a Segunda Guerra Civil Sudanesa. Suas atividades incluíam ataques a aldeias dinkas, saques de gado, sequestros e escravização de mulheres e crianças, além de causar destruição generalizada. Os Muraheleen eram notórios por suas táticas brutais, que contribuíram para a fome e o deslocamento das populações afetadas.
Nas décadas de 1980 e 1990, os Muraheleen desempenharam um papel crucial na estratégia de contrainsurgência do governo, beneficiando-se do apoio estatal na forma de armas, munições e assistência logística. Suas ações foram caracterizadas por graves abusos de direitos humanos, incluindo o uso de táticas de terra arrasada, assassinatos em massa e limpeza étnica.
Seu papel diminuiu após o Acordo de Paz de 2005, que visava pôr fim à guerra civil.

## Etimologia
A origem da palavra Muraheleen é atribuída à tribo Messiria, que a utilizava para descrever "viajantes".(p25)

## Contexto
Historicamente, a principal função dos Muraheleen era guiar os rebanhos de gado à frente de sua tribo durante a migração sazonal. Eles montavam cavalos, carregavam armas para autodefesa e protegiam seus rebanhos de predadores e ladrões de gado. Na região sul de Darfur, a tribo Rizeigat possui um grupo semelhante conhecido como fursan, um termo árabe que significa cavaleiros.
A disputa fronteiriça entre os dinkas Malual do norte de Bahr el Ghazal (hoje no Sudão do Sul) e os árabes bagaras do Darfur do Sul e do Cordofão do Sul teve origem em meados do século XIX. Após a sua partida do Sudão em 1956, os britânicos garantiram que os dinkas e os baggaras aderissem aos acordos fronteiriços e aos princípios jurídicos.
Após a independência, as autoridades do norte do Sudão retrocederam no seu compromisso de manter as fronteiras coloniais entre Bahr el Ghazal, Darfur e Cordofão. Propuseram a fusão dos distintos territórios de pastagem e pesca dos dinkas Mulual e dos baggaras para acelerar a unificação das duas comunidades étnicas. Essa integração planejada reacendeu as tensões entre os pastores dinkas e baggaras.

## História
O conceito de jihad foi reintroduzido no país em 1983, quando o presidente Gaafar Nimeiry promulgou as Leis de Setembro de 1983. Os Muraheleen, facções armadas baggaras apoiadas pelo Estado, surgiram ao longo das fronteiras entre os dinkas Malual e baggaras e foram posteriormente convertidos em forças milicianas governamentais no sul de Darfur e no sul do Cordofão para a jihad e conquista. Isso resultou na morte de 1.500 refugiados dinkas Malual no Massacre de Dhein em 1987.
Além disso, Nimeiry utilizou a milícia contra rebeldes do sul. Os cavaleiros armados Rizeigat e Messiria Humr, vestindo longas túnicas brancas, eram uma forma barata de enfraquecer os inimigos do governo do Sudão durante a Segunda Guerra Civil Sudanesa, incluindo o rebelde Movimento/Exército de Libertação do Povo do Sudão (SPLM/A), que tinham uma base de apoio entre os dinkas  (Ngok e Titweng) do sul do Sudão. Após o golpe de Estado de 1985 e a deposição de Nimeiry, o governo do primeiro-ministro Sadiq al-Mahdi e os  seus sucessores militares empregaram os Muraheleen por quase vinte anos como uma força de contrainsurgência contra os rebeldes sulistas, o SPLM/A.
As milícias Muraheleen frequentemente destruíam aldeias cristãs, matavam todos os seus homens adultos e, em seguida, escravizavam as mulheres e crianças. A primeira incursão escravista aos dinkas ocorreu em fevereiro de 1986.(p25)  Duas mil mulheres e crianças foram capturadas. Numa segunda incursão, em fevereiro de 1987, mil mulheres e crianças foram capturadas. Assim que os atacantes adquiriam butim suficiente, distribuíam os cativos entre si e suas famílias. Os ataques continuaram todos os anos seguintes.(p26)
Desde 1989, uma responsabilidade essencial dos Muraheleen tem sido escoltar o trem de suprimentos militares até Wau. Eles carregam seus cavalos no trem, que são então descarregados na chegada a Bahr el Ghazal para serem usados em conflitos contra aldeias dinkas.
Após o golpe de Estado de 1989, o governo de Omar al-Bashir incorporou os Muraheleen às milícias oficiais controladas pelo exército e continuou a receber apoio governamental para atacar civis dinkas e nueres, cujos homens haviam se juntado aos rebeldes sulistas do SPLA.
A milícia também se mobilizou contra os povos nuba, para reprimir as rebeliões nas Montanhas Nuba (estados de Cordofão do Sul e Nilo Azul).  Em 2004, especialistas da Comissão das Nações Unidas para os Direitos Humanos acusaram essa milícia de participar do genocídio de Darfur, atacando os povos Massalites, Daju, Tunjur e Zagauas.

## Dissolução
Oficialmente, os Muraheleen foram incorporados às Forças Populares de Defesa, uma força pré-militar estabelecida oficialmente sob a Lei de 1989. Mas a Human Rights Watch documentou atrocidades cometidas pela milícia além dessa data. Em outubro de 1996, foi relatado que a milícia atacou Ruweng, no sul do Sudão.(p126)  Em 2001, o The New Humanitarian relatou uma incursão dos Muraheleen em Marial Bai, onde 122 mulheres e crianças foram sequestradas e 5.075 cabeças de gado foram roubadas. Em 21 de janeiro de 2001, a milícia atacou o Condado de Aweil East. Em 2002, a milícia também se juntou a Paulino Matip Nhial, que lutou ao lado do governo entre 1998 e 2003, na remoção forçada de civis da área de concessão petrolífera do Bloco 5A e auxiliando nas liberações de outros blocos petrolíferos.

## Nota
- Este artigo foi inicialmente traduzido, total ou parcialmente, do artigo da Wikipédia em inglês cujo título é «Muraheleen».